# Яманка, Мариама
Мариама Яманка (нем. Mariama Jamanka; род. 23 августа 1990, Западный Берлин) — немецкая бобслеистка-пилот, олимпийская чемпионка 2018 года, чемпионка мира 2017 и 2019 года. Обладатель Кубка мира в сезоне 2018/2019.

## Спортивная карьера
До 2012 года Мариама Яманка занималась лёгкой атлетикой, где специализировалась в метании диска и молота. 
С 2012 года попробовала себя в бобслее в качестве разгоняющей. В сезоне 2015/2016 Мариама Яманка дебютировала на этапе Кубка мира в Кёнигсзе в качестве пилота вместе с разгоняющей Франциской Бертельс, где заняла 8 место. В этом же году впервые приняла участие в чемпионате мира в австрийском Иглсе, заняв 7 место.
На чемпионате мира 2017 года Мариама Яманка стала чемпионкой мира в смешанных командах.
На олимпийских играх 2018 года в Пхёнчхане Мариама Яманка с разгоняющей Лизой Буквиц стала олимпийской чемпионкой. 
В сезоне 2018/2019 года Мариама стала обладателем Кубка мира, сумев победить с разными партнёршами на 4 этапах из восьми состоявшихся, и набрав 1712 очков. Примечательно, что на всех победных этапах пару ей составляла  Анника Драцек. 

## Результаты

### Олимпийские игры
| Олимпийские игры | Двойки | Монобоб |
| ---------------- | ------ | ------- |
| 2018 Пхёнчхан    | 1      | н/д     |
| 2022 Пекин       | 2      | 13      |

### Чемпионаты мира по бобслею и скелетону
| Чемпионаты мира | Двойки | Смешанные команды |
| --------------- | ------ | ----------------- |
| 2016 Иглс       | 7      | —                 |
| 2017 Кёнигсзе   | 4      | 1                 |